# Eesti Laul 2024
La sedicesima edizione dell'Eesti Laul si è svolta dal 20 gennaio al 17 febbraio 2024 e ha selezionato il rappresentante dell'Estonia all'Eurovision Song Contest 2024 a Malmö, in Svezia.
I vincitori sono stati i 5miinust & Puuluup con il brano (Nendest) narkootikumidest ei tea me (küll) midagi.

## Organizzazione
L'emittente estone Eesti Rahvusringhääling (ERR) ha confermato la partecipazione dell'Estonia all'Eurovision Song Contest 2023 il 15 settembre 2023, annunciando inoltre l'organizzazione della 16ª edizione dell'Eesti Laul per selezionare il proprio rappresentante. Nel medesimo giorno, l'emittente ha dato la possibilità agli aspiranti partecipanti di inviare i propri brani entro il 23 ottobre dello stesso anno. Come nell'edizioni precedenti, è stata prevista anche una tassa di partecipazione in base alla lingua del brano: 50 euro per i brani in lingua estone e 100 euro per i brani in lingua straniera.
A differenza delle edizioni precedenti, il festival si è articolato in una semifinale, che si è tenuta presso la città di Tartu il 20 gennaio 2024, in cui 15 dei 20 artisti partecipanti hanno gareggiato per ottenere un posto in finale, e in una finale il successivo 17 febbraio nella città di Tallinn. Il voto combinato dei giurati e del pubblico ha decretato i primi tre classificati della semifinale; un secondo round di votazione, basato unicamente sul televoto, ha selezionato gli ultimi due finalisti. Per quanto riguarda il sistema di voto nella finale, si è mantenuto quello delle edizioni precedenti: giuria e televoto hanno decretato i primi tre classificati in una prima fase, mentre il solo voto del pubblico ha selezionato il vincitore nel secondo round.

## Partecipanti
L'emittente ERR, con l'ausilio di una giuria tecnica composta da 41 membri, ha selezionato i 20 partecipanti fra le 215 proposte ricevute. I partecipanti alla semifinale sono stati annunciati il 6 novembre 2023, mentre i cinque finalisti pre-qualificati sono stati annunciati il giorno successivo.
| Artista                   | Titolo                                             | Lingua  | Compositori                                                                          |
| ------------------------- | -------------------------------------------------- | ------- | ------------------------------------------------------------------------------------ |
| 5miinust & Puuluup        | (Nendest) narkootikumidest ei tea me (küll) midagi | Estone  | Põhja Korea, Kohver, Lancelot, Päevakoer, Marko Veisson, Ramo Teder, Kim Wennerström |
| Anet Vaikmaa              | Serotoniin                                         | Estone  | Sven Lõhmus                                                                          |
| Antsud                    | Vetevaim                                           | Estone  | Alie Alveus, Antsud                                                                  |
| Brother Apollo            | Bad Boy                                            | Inglese | Erkki Sippel, Joseph Miettinen                                                       |
| Carlos Ukareda            | Never Growing Up                                   | Inglese | Carlos Ukareda                                                                       |
| Cartoon & Ewert Sundja    | Oblivion                                           | Inglese | Joosep Järvesaar, Hugo Martin Maasikas, Ewert Sundja                                 |
| Cecilia                   | FOMO                                               | Inglese | Cecilia-Martina Mägi, Sander Sadam, Liis Hainla                                      |
| Daniel Levi               | Over the Moon                                      | Inglese | Daniel Levi Viinalass, Vallo Kikas, Victor Crone                                     |
| Ewert and the Two Dragons | Hold Me Now                                        | Inglese | Ewert Sundja, Erki Pärnoja, Ivo Etti, Kristjan Kallas                                |
| Inga                      | No Dog On a Leash                                  | Inglese | Inga Tislar, Markus Palo                                                             |
| Ingmar                    | Dreaming                                           | Inglese | Ingmar Erik Kiviloo                                                                  |
| Laura                     | Here's Where I Draw the Line                       | Inglese | Laura Põldvere, Johannes Lõhmus                                                      |
| Nele-Liis Vaiksoo         | Käte ümber jää                                     | Estone  | Allan Kasuk, Marek Sadamm, Nele-Liis Vaiksoo, Peter Põder                            |
| Ollie                     | My Friend                                          | Inglese | Oliver Mazurtšak                                                                     |
| Peter Põder               | Korra veel                                         | Estone  | Peter Põder                                                                          |
| Silver Jusilo             | Lately                                             | Inglese | Silver Jusilo, Markus Palo                                                           |
| Sofia Rubina              | Be Good                                            | Inglese | Jason Hunter, Robert Stanley Montes, Renae Rain                                      |
| Traffic                   | Wunderbar                                          | Estone  | Stig Rästa, Silver Laas                                                              |
| Yonna                     | I Don't Know About You                             | Inglese | Johanna Eendra, Jakob Kaarma, Semjon Greef                                           |
| Uudo Sepp & Sarah Murray  | Still Love                                         | Inglese | Aleksi Wiklund, Joel Sundkvist, Liis Hainla, Uudo Sepp                               |

## Semifinale
La semifinale si è svolta il 20 gennaio 2024 presso l'Ülikooli Spordihoone di Tartu, presentata da Tõnis Niinemets e Grete Kuld, e ha visto competere i primi 15 partecipanti per i cinque posti per destinati alla finale. L'ordine di uscita è stato reso noto il 7 gennaio 2024.
La serata è stata aperta da una esibizione del gruppo di ballo Põmaki, mentre nell'intervallo si sono esibiti Anett Kulbin con gli Angus con una versione rivisitata di Tattoo.

Ad accedere alla finale sono stati i 5miinust & Puuluup, Ollie, i Ewert and the Two Dragons, Peter Põder ed Anet Vaikmaa.
     Qualificato dal primo round di voto della giuria e televoto
     Qualificato dal secondo round di solo televoto
| #  | Artista                   | Titolo                                             | Primo round | Primo round | Primo round | Primo round | Primo round | Primo round | Secondo round | Secondo round |
| #  | Artista                   | Titolo                                             | Giuria      | Giuria      | Televoto    | Televoto    | Totale      | Posizione   | Televoto      | Posizione     |
| -- | ------------------------- | -------------------------------------------------- | ----------- | ----------- | ----------- | ----------- | ----------- | ----------- | ------------- | ------------- |
| 1  | 5miinust & Puuluup        | (Nendest) narkootikumidest ei tea me (küll) midagi | 218         | 4           | 6 794       | 12          | 16          | 2           | –             | –             |
| 2  | Inga                      | No Dog On a Leash                                  | 269         | 8           | 640         | 2           | 10          | 7           | 435           | 7             |
| 3  | Ollie                     | My Friend                                          | 242         | 7           | 3 242       | 10          | 17          | 1           | –             | –             |
| 4  | Yonna                     | I Don't Know About You                             | 151         | 0           | 343         | 0           | 0           | 13          | 213           | 9             |
| 5  | Peter Põder               | Korra veel                                         | 117         | 0           | 323         | 0           | 0           | 14          | 1 413         | 2             |
| 6  | Cartoon & Ewert Sundja    | Oblivion                                           | 286         | 10          | 640         | 1           | 11          | 6           | 850           | 5             |
| 7  | Traffic                   | Wunderbar                                          | 242         | 6           | 983         | 6           | 12          | 4           | 1 278         | 3             |
| 8  | Ingmar                    | Dreaming                                           | 195         | 3           | 1 868       | 8           | 11          | 5           | 1 078         | 4             |
| 9  | Anet Vaikmaa              | Serotoniin                                         | 170         | 0           | 892         | 5           | 5           | 9           | 1 864         | 1             |
| 10 | Laura                     | Here's Where I Draw the Line                       | 174         | 1           | 1 321       | 7           | 8           | 8           | 349           | 8             |
| 11 | Sofia Rubina              | Be Good                                            | 236         | 5           | 188         | 0           | 5           | 11          | 102           | 12            |
| 12 | Antsud                    | Vetevaim                                           | 121         | 0           | 394         | 0           | 0           | 12          | 199           | 10            |
| 13 | Silver Jusilo             | Lately                                             | 99          | 0           | 305         | 0           | 0           | 15          | 109           | 11            |
| 14 | Cecilia                   | FOMO                                               | 185         | 2           | 720         | 3           | 5           | 10          | 515           | 6             |
| 15 | Ewert and the Two Dragons | Hold Me Now                                        | 295         | 12          | 802         | 4           | 16          | 3           | –             | –             |

## Finale
La finale si è svolta il 17 febbraio 2024 presso il Tondiraba Ice Hall di Tallinn, presentata da Tõnis Niinemets e Grete Kuld, e ha visto competere i 5 partecipanti pre-qualificati assieme ai 5 partecipanti qualificati dalla semifinale. L'ordine d'esibizione è stato reso noto il 5 febbraio 2024.
Durante la serata si sono esibiti come ospiti Alika con i Bedwetters, gli HND, Gemboy Tetris, Eleryn Tiit, Muteko Taiko, Dance Republic Tantsukool e Arop.
In seguito alla somma delle votazioni Ollie, i 5miinust & Puuluup e Nele-Liis Vaiksoo hanno avuto accesso alla superfinale, dove il televoto ha proclamato i 5miinust & Puuluup con (Nendest) narkootikumidest ei tea me (küll) midagi vincitori della manifestazione.
| #  | Artista                   | Titolo                                             | Punteggio | Punteggio | Punteggio | Punteggio | Punteggio | Posizione |
| #  | Artista                   | Titolo                                             | Giuria    | Giuria    | Televoto  | Televoto  | Totale    | Posizione |
| -- | ------------------------- | -------------------------------------------------- | --------- | --------- | --------- | --------- | --------- | --------- |
| 1  | Brother Apollo            | Bad Boy                                            | 43        | 3         | 413       | 1         | 4         | 10        |
| 2  | Carlos Ukareda            | Never Growing Up                                   | 54        | 6         | 634       | 2         | 8         | 6         |
| 3  | Ewert and the Two Dragons | Hold Me Now                                        | 43        | 4         | 806       | 3         | 7         | 7         |
| 4  | Anet Vaikmaa              | Serotoniin                                         | 63        | 7         | 2 945     | 6         | 13        | 5         |
| 5  | Ollie                     | My Friend                                          | 74        | 12        | 7 384     | 10        | 22        | 1         |
| 6  | Daniel Levi               | Over the Moon                                      | 43        | 5         | 4 040     | 8         | 13        | 4         |
| 7  | Uudo Sepp & Sarah Murray  | Still Love                                         | 33        | 1         | 1 179     | 5         | 6         | 8         |
| 8  | Peter Põder               | Korra veel                                         | 33        | 2         | 1 092     | 4         | 6         | 9         |
| 9  | 5miinust & Puuluup        | (Nendest) narkootikumidest ei tea me (küll) midagi | 67        | 8         | 16 740    | 12        | 20        | 2         |
| 10 | Nele-Liis Vaiksoo         | Käte ümber jää                                     | 69        | 10        | 3 152     | 7         | 17        | 3         |

### Superfinale
| # | Artista            | Titolo                                             | Televoto | Televoto | Posizione |
| - | ------------------ | -------------------------------------------------- | -------- | -------- | --------- |
| 1 | Ollie              | My Friend                                          | 12 494   | 28,44%   | 2         |
| 2 | 5miinust & Puuluup | (Nendest) narkootikumidest ei tea me (küll) midagi | 26 422   | 60,15%   | 1         |
| 3 | Nele-Liis Vaiksoo  | Käte ümber jää                                     | 5 014    | 11,41%   | 3         |

## Ascolti
| Puntata    | Messa in onda    | Telespettatori | Note   |
| ---------- | ---------------- | -------------- | ------ |
| Semifinale | 20 gennaio 2024  | 344 000        | [ 15 ] |
| Finale     | 17 febbraio 2024 | 452 000        | [ 16 ] |
| Media      | Media            | 398 000        |        |